# Stradelli Guelfi
Gli Stradelli Guelfi sono un percorso stradale che collega Bologna a Cervia, attraversando l'Emilia orientale e la Romagna. Prendono il nome dall'antica via Guelfa, che conduceva da Bologna a Castel Guelfo di Bologna.
L'itinerario è soprattutto popolare tra i turisti bolognesi, dato che permette di raggiungere le località di villeggiatura sul mare Adriatico evitando il traffico estivo. Esso tuttavia non è indicato dalla segnaletica stradale, ed è facile perdersi se non si conosce la strada. Può anche essere considerato un itinerario turistico e enogastronomico, visto che attraversa alcuni borghi antichi e zone vinicole, e anche per l'elevato numero di trattorie e ristoranti dislocati lungo il percorso. La lunghezza totale è di circa 113 chilometri.

## Percorso
L'itinerario parte da Bologna, presso la Croce del Biacco, e nel primo tratto segue la Strada provinciale 31 Colunga fino a Castel Guelfo. Dopodiché tocca le località di Bubano, Mordano, Bagnara di Romagna, Barbiano e Cotignola. Giunti all'incrocio con la SS 302, il percorso prosegue attraversando Prada di Russi, San Pietro in Trento, Coccolia, San Pietro in Vincoli, San Pietro in Campiano e San Zaccaria, per poi immettersi sulla Strada statale 254 di Cervia all'altezza di Castiglione di Ravenna.
Ne esistono inoltre varianti che permettono di raggiungere altre località di villeggiatura come Cesenatico o Rimini.